# Волковиські (герб)
Волковиські (пол. Wołkowyski) – шляхетський герб, можливо, походить від герба Корчак.

## Опис герба
Опис з використанням принципів блазонування, запропонованих Альфредом Знамеровським:
В червоному полі три срібні балки, при чому кожна наступна (вища) менша за попередню, над якими два срібні півмісяці плечима один до одного.
Клейнод невідомий. Намет червоний, підбитий сріблом. 
У XVI столітті, з якого походять перші згадки про герб, не відомий його колір. Реконструкція походить від Тадеуша Гайля, який використав для цього Доповнення до Гербової Книги Польських Родів.

## Найбільш ранні згадки
Печатка М. Волковиського від 1565 року.

## Роди
Герб цей був гербом власним, тому його використовував лише один рід Волковиських (Wołkowyski).